# 高田りえ
高田 りえ（たかだ りえ、8月10日 - ）は、日本の漫画家。北海道出身。血液型はO型。
1990年、小学館の『少女コミック』本誌17号にて掲載された、「SPガール」でデビュー。
2007年からは『プチコミック』（小学館）、2009年からは他社の『Silky』（白泉社）へそれぞれ作品を発表している。

## 刊行作品
フラワーコミックス
- トップレディーをめざせ!(1992/4/24)
- DAN DAN愛して(1993/4/26)
- トラぶる♥キック（全2巻、1993/9/25-1993/11/26）
- DANDAN 抱きしめて(1994/5/26)
- 真夏の恋人（全6巻、1994/6/25-1995/8/21）
- 裸足のアイツ（全9巻、1996/2/26-1998/1/26）
- WILD★ACT（全10巻、1998/5/26-2000/8/24）
- らぶ♥げっちゅ(2000/4/24)
- HEART（全10巻、2001/2/24-2003/5/26）
- H3スクール!（全5巻、2003/12/19-2005/2/25）
- Punch!（全3巻、2005/9/26-2006/4/26）
- ガバ♥カワ(2006/7/26)
- 恋愛☆トリッパー(2006/8/25)
- ハードな調教師(2007/4/26)
- おしり愛 -診察中-（全6巻、2009/9/10-2014/10/10）
- アンダーヒーロー（全4巻、2015/4/10-2017/4/10）
- 婚活～幸せになるための4つの嘘～(2016/11/10)
- 猫がいるだけで(2017/10/10)
- レンタル花丸男子(2018/8/9)
- 結婚するまで帰らない(2018/8/9)

ジュディーコミックス
- ふたりはおしり愛（全3巻、2008/7/25-2008/10/24）

白泉社レディースコミックス
- キッチン パレット〜小麦の恋愛風味 修行仕立て〜（全3巻、2010/1/4-2010/12/29）
- 一筆入婚!（全3巻、2011/7/5-2012/7/5）
- 僕の彼女は用心棒(2013/3/5)

### 文庫
- DANDAN 愛して(2012/5/15)
- トラぶる♥キック(2012/6/15)

### 挿絵・イラスト
- ゴールはあなたの腕の中（著：高橋ななを）
- ミラクル・バングル—ふしぎな腕輪がやってきた!—（著：ゆうき★みすず）
  - ミラクル・バングル—恋のピンチにタイム・トラベル!—（著：ゆうき★みすず）
- サンライズ ウインド（著：水星さつき）